# Aldo Finzi
Aldo Finzi, född 20 april 1891 i Legnago, Verona och död 24 mars 1944 vid Fosse Ardeatine i Rom, var en italiensk militärflygare, fascistisk politiker och senare motståndsman mot den tyska ockupationen i Italien.

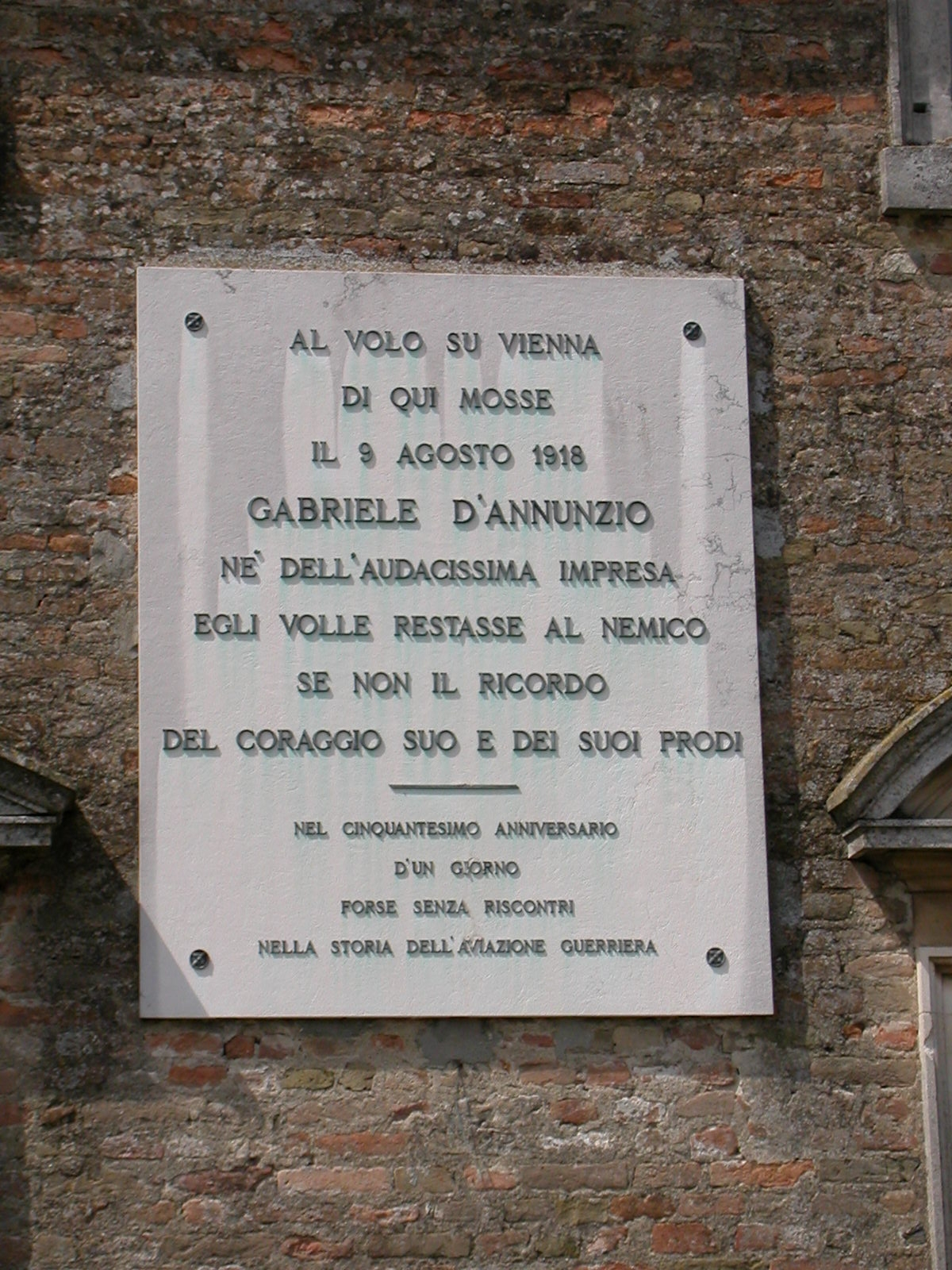
Minnestavla över propagandaflygningen till Wien, 1918.

Finzi deltog som stridsflygare i första världskriget där han lärde känna Gabriele D'Annunzio. Mot slutet av kriget deltog han i dennes spektakulära propagandaflygning över Wien där man bombade staden med flygblad, i augusti 1918. Efter kriget deltog han i september 1919 med D'Annunzio vid dennes erövring av det tidigare österrikiska Fiume, där D'Annunzio blev med titeln il duce blev ledare för en utbrytarstat som man önskade ansluta till Italien. Politikerna i Rom visade sig dock ointresserade av att annektera det italiensktalande Fiume, och de planer som fanns på att marschera mot huvudstaden för att själva ta makten genomfördes aldrig.

## Uppgång och fall

Mussolini med quadrumvirerna De Vecci och Bianchi vid Marschen mot Rom, 1922.

År 1919 hade Finzi också enrollerat sig i Fasci italiani di combattimento, en kampgrupp som bildats av Benito Mussolini. Ur denna rörelse utvecklades den italienska fascismen och 1921 omvandlades organisationen till ett parti: Partito Fascista. Samma år blev Finzi invald i deputeradekammaren som en av nio judiska parlamentariker på den fascistiska listan. 
Återigen fanns det planer på en marsch mot Rom under D'Annunzios ledning för att ta makten, men där fascistiska svartskjortor skulle stå för uppslutningen istället för friskarorna av arditi från Fiume. Kvällen före marschen blev D'Annunzio defenestrerad i sitt hem vilket ledde till att aktionen inte kunde genomföras. D'Annunzio blev gravt invalidiserad livet ut och någon ansvarig för händelsen kunde aldrig ställas till svars, men en av de få gäster som hade funnits i huset vid tidpunkten var Aldo Finzi.
En marsch mot Rom genomfördes istället under Mussolinis ledning i oktober 1922, och efter att de fascistiska svartskjortorna hade i scensatt en omfattande politisk manifestation lyckades Mussolini utan att ha genomfört en regelrätt statskupp bli utsedd till premiärminister av kung Viktor Emanuel III. Efter maktövertagandet tycktes Finzis stjärna vara i stigande och han utsågs till statssekreterare i inrikesdepartementet, där Mussolini själv hade tagit ministerposten. Finzi blev även invald i Fascismens stora råd när detta bildades 1923, och samma år utsågs han till ordförande för Italiens olympiska kommitté. I juni 1924, mitt under de pågående olympiska spelen i Paris, mördades en oppositionsledare i Rom, den socialistiske parlamentarikern Giacomo Matteotti. Mordet ledde till en allvarlig förtroendekris för den fascistiska regimen, och Aldo Finzi som implikerats i mordet tvingades att lämna inrikesdepartementet. 
När han 1928 lämnade deputeradekammaren försvann han också ut ur den aktiva politiken för gott. Ifall Finzi hade varit inblandad i något brottsligt rörande D'Annunzio eller Matteotti, hade han som deputerad åtnjutit parlamentarisk immunitet och inte kunnat åtalas så länge han satt i parlamentet. Men det låg knappast i regimens intresse att ytterligare dra upp händelser till ljuset som i det ena fallet bidragit till att göra Mussolini till regeringschef och i det andra fallet nästan berövat honom och den fascistiska regimen dess maktställning.

## Omsvängningen
Finzi återgick efter 1928 till att ägna sig åt familjens affärsverksamhet, även om han behöll sitt medlemskap i fascistpartiet. För Finzi hade det inte varit någon konflikt mellan att tillhöra den italienska judiska minoriteten och att samtidigt vara fascist, men efter publiceringen av ett av regimen sanktionerat rasmanifest och införande av raslagar  av tysk modell 1938 hade han protesterat starkt. År 1942 blev han till slut fråntagen sitt partimedlemskap.
Efter att Mussolini avsatts som ledare av Fascismens stora råd den 25 juli och Italien bytt sida i andra världskriget 1943, engagerade sig Finzi i motståndskampen mot den tyska ockupationsmakten. I februari 1944 hade han blivit infångad av tyskarna och identifierad som motståndsman. I en vedergällningsaktion för ett bombdåd som tagit livet av 33 medlemmar ur det tyska Polizeiregiment Bozen den 23 mars föll han tillsammans med 330 andra italienare offer i massakern vid Fosse Ardeatine söder om Rom, den 24 mars 1944.